# Microdebilissa posticina
Microdebilissa posticina là một loài bọ cánh cứng trong họ Cerambycidae.